# Ian Fraser (Komponist)
Ian Fraser (* 23. August 1933 in Hove, England; † 31. Oktober 2014 in Los Angeles, Kalifornien) war ein britischer Komponist, Arrangeur und Dirigent. Fraser ist mit 32 Emmy-Nominierungen, von denen er elf gewonnen hat, der am meisten ausgezeichnete Filmkomponist in der Geschichte des Fernsehens.

## Leben
Ian Fraser wurde 1933 in der am Ärmelkanal gelegenen Stadt Hove in South East England geboren. Bereits während seiner fünfjährigen Dienstzeit in der British Armed Forces spielte er als Solokünstler Piano, Harfe und Perkussion in der Royal Artillery Band.

### Karriere
Fraser war für seine langjährige Zusammenarbeit mit der Schauspielerin und Sängerin Julie Andrews bekannt, mit der er an der Variety-Show The Julie Andrews Hour gearbeitet hat. Weiterhin arbeitete er mit Andrews an fünf Fernsehspecials, dem Broadway-Musical Victor/Victoria, den 45. Tony Awards und mehreren Alben, darunter zwei Weihnachtsalben und zwei mit einem Grammy Award nominierte Broadway-Alben. Zu seinen weiteren Karrierehöhepunkten zählen die musikalische Leitung der 36., 45. und 54. Primetime Emmy Awards und der 56. Oscarverleihung 1984.

### Privatleben
Ian Fraser war mit der Schauspielerin Judee Morton verheiratet, mit der er zwei Kinder bekam – den Chef- und Fernsehkoch Neal Fraser und die Schauspielerin Tiffany Fraser. Er starb im Alter von 81 Jahren in seinem Haus in Los Angeles an einem Krebsleiden.

## Filmografie (Auswahl)
Komponist
- 1967: With Love, Sophia (Fernsehfilm)
- 1971: The Anthony Newley Show (Fernsehfilm)
- 1978: The Star Wars Holiday Special (Fernsehspecial)
- 1979: Von der Liebe zerrissen (Fernsehfilm)
- 1980: Agentenpoker (Hopscotch)
- 1980: Ann-Margret: Hollywood Movie Girls (Fernsehdokumentation)
- 1981: Ein Montag im Oktober (First Monday in October)
- 1981: Zorro mit der heißen Klinge (Zorro: The Gay Blade)
- 1982: Life of the Party: The Story of Beatrice (Fernsehfilm)
- 1985: Andy Williams and the NBC Kids Search for Santa (Fernsehfilm)
- 1987: Andy Williams and the NBC Kids: Easter in Rome (Fernsehfilm)
- 1987: We the People 200: The Constitutional Gala (Fernsehfilm)
- 1988: America’s Tribute to Bob Hope (Fernsehdokumentation)
- 2008: Christmas in Washington (Fernsehfilm)

## Theatrografie
- 1962–1964: Stop the World – I Want to Get Off (Musical)
- 1965: Pickwick (Musical)
- 1974: Anthony Newley/Henry Mancini (Konzertspecial)
- 1978: Stop the World – I Want to Get Off (Musical, Revival)
- 1995–1997: Victor/Victoria (Musical)

## Auszeichnungen
Oscar
- 1971: Nominierung gemeinsam mit Leslie Bricusse und Herbert W. Spencer für Scrooge

Golden Globe
- 1971: Nominierung gemeinsam mit Leslie Bricusse und Herbert W. Spencer für Scrooge

Emmy
Gewonnen für:
- 1977: America Salutes Richard Rodgers: The Sound of His Music
- 1978: The Sentry Collection Presents Ben Vereen: His Roots
- 1980: Baryshnikov on Broadway (gemeinsam mit Ralph Burns und Billy Byers)
- 1981: Linda in Wonderland (gemeinsam mit Billy Byers, Chris Boardman und Bob Florence)
- 1984: Screen Actors Guild 50th Anniversary Celebration (gemeinsam mit Billy Byers, Chris Boardman, J. Hill und Lenny Stack)
- 1985: Christmas in Washington (gemeinsam mit Billy Byers und Angela Morley)
- 1988: Julie Andrews: The Sound of Christmas (gemeinsam mit Chris Boardman, Alexander Courage und Angela Morley)
- 1989: Christmas in Washington (gemeinsam mit Chris Boardman und J. Hill)
- 1990: Julie Andrews in Concert (gemeinsam mit Chris Boardman, Billy Byers, Bob Florence, J. Hill und Angela Morley)
- 1991: Outstanding Achievement in Music Direction (gemeinsam mit Billy Byers, Chris Boardman und J. Hill)
- 1993: The 52nd Presidential Inaugural Gala

- sowie 21 Nominierungen zwischen 1982 und 2013.

Goldene Himbeere
- 1982: Nominierung für Zorro mit der heißen Klinge